# Бюлерталь
Бюлерталь (нім. Bühlertal) — громада в Німеччині, знаходиться в землі Баден-Вюртемберг. Підпорядковується адміністративному округу Карлсруе. Входить до складу району Раштат.
Площа — 17,68 км2. Населення становить 8132 ос. (станом на 31 грудня 2020).